# Мадоната с младенеца от Сан Мартино
Мадоната с младенеца и светци (на италиански, Madonna in trono col Bambino e santi) е картина на италианския ренесансов художник Доменико Гирландайо, нарисувана през 1479 г.
Картината е изпълнена с темпера върху дъбово дърво, с размери 160 Х 170 см. и се съхранява в сакристията (ризницата) на катедралата „Сан Мартино“ в Лука.

## Композиция
В центъра на картината е изобразена Богородица на трон с младенеца Исус, който стои изправен на възглавница поставена на коляното на Мария. ОТ двете им страни са фигурите на светиите. От лявата страна са Свети Петър (с ключове и плешиво теме) и Свети Климент (облечен като епископ), а от дясната страта са изобразени Свети Себастиан (със стрела в ръка) и Свети Павел (с книга и меч в ръцете).